# PopCap Games
PopCap Games – amerykański producent i wydawca gier komputerowych typu casual.
Firma została założona w 2000 roku jako "Sexy Action Cool" przez Johna Vecheya, Briana Fiete'a i Jasona Kapalkę. Za ich sztandarowy produkt uważa się Bejeweled z 2001 roku, sprzedaną na najważniejszych platformach sprzętowych w 10 milionach egzemplarzy. Spółka rozszerzyła się w 2005 roku przez nabycie Sprout Games. Od 30 sierpnia 2006 roku gry PopCap są udostępniane za pośrednictwem platformy Steam. W lipcu 2007 firma kupiła wiele mniejszych studiów, m.in. Retro64 i twórców internetowego serwisu SpinTop Games. Po tych przejęciach z logo firmy usunięto słowo Games. 12 lipca 2011 roku PopCap zostało wykupione przez Electronic Arts. Od tego momentu część starych gier jest dostępnych na platformie Origin.